# کلاوس بس
کلاوس بس (انگلیسی: Klaus Baess; ۱۰ نوامبر ۱۹۲۴ – ۱۶ سپتامبر ۲۰۱۸) قایقران قایق بادبانی اهل دانمارک بود.